# Agata Bulwa
Agata Bulwa, född 4 september 1975, är en polsk bågskytt. Hon deltog vid olympiska sommarspelen 2000.